# Terrassa Estació del Nord
Terrassa Estació del Nord, anteriorment per a Rodalies Terrassa, és una estació de ferrocarril i intercanviador de Rodalies i FGC al passeig Vint-i-dos de juliol de la població de Terrassa, a la comarca del Vallès Occidental. L'estació pertany a Adif i forma part de la línia Barcelona-Manresa-Lleida, hi tenen parada trens de la línia R4 i la línia RL4 de Rodalies de Catalunya, operats per Renfe Operadora. Rep el seu nom ja que originàriament hi operava la Companyia dels Camins de Ferro del Nord d'Espanya. També serveix com a estació d'enllaç amb el Metro de Terrassa, la prolongació de la línia S1 dels Ferrocarrils de la Generalitat de Catalunya al seu pas per la ciutat. Al 2022, ATM va canviar el nom de l'estació de Rodalies, anteriorment anomenada Terrassa per fer-la coincidir amb el seu nom popular i el nom de l'estació de FGC com a Terrassa Estació del Nord.
L'any 2019, l'estació d'ADIF va registrar l'entrada de 2.415.000 passatgers. L'estació dels Ferrocarrils de la Generalitat va registrar-ne 731.956.

## Història

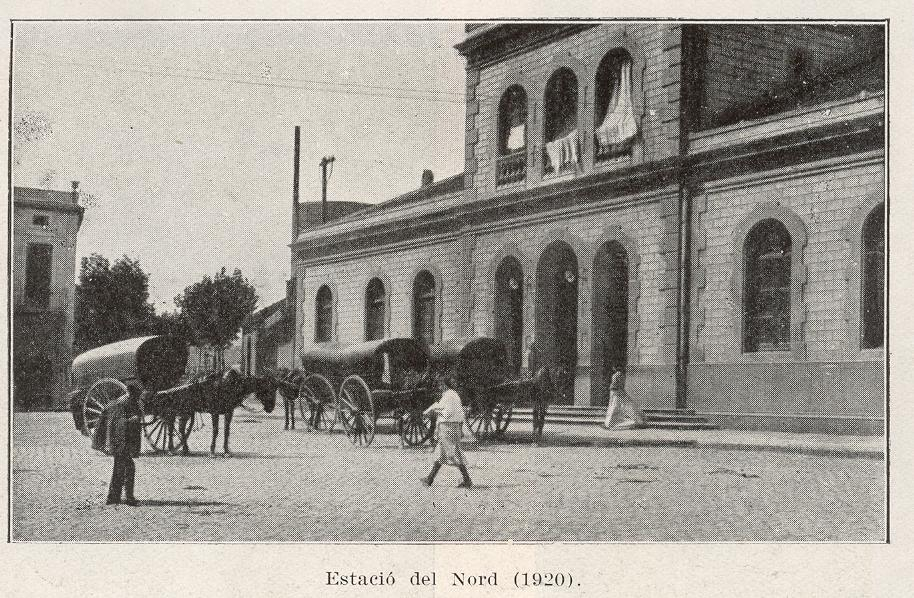
L'estació del Nord el 1920

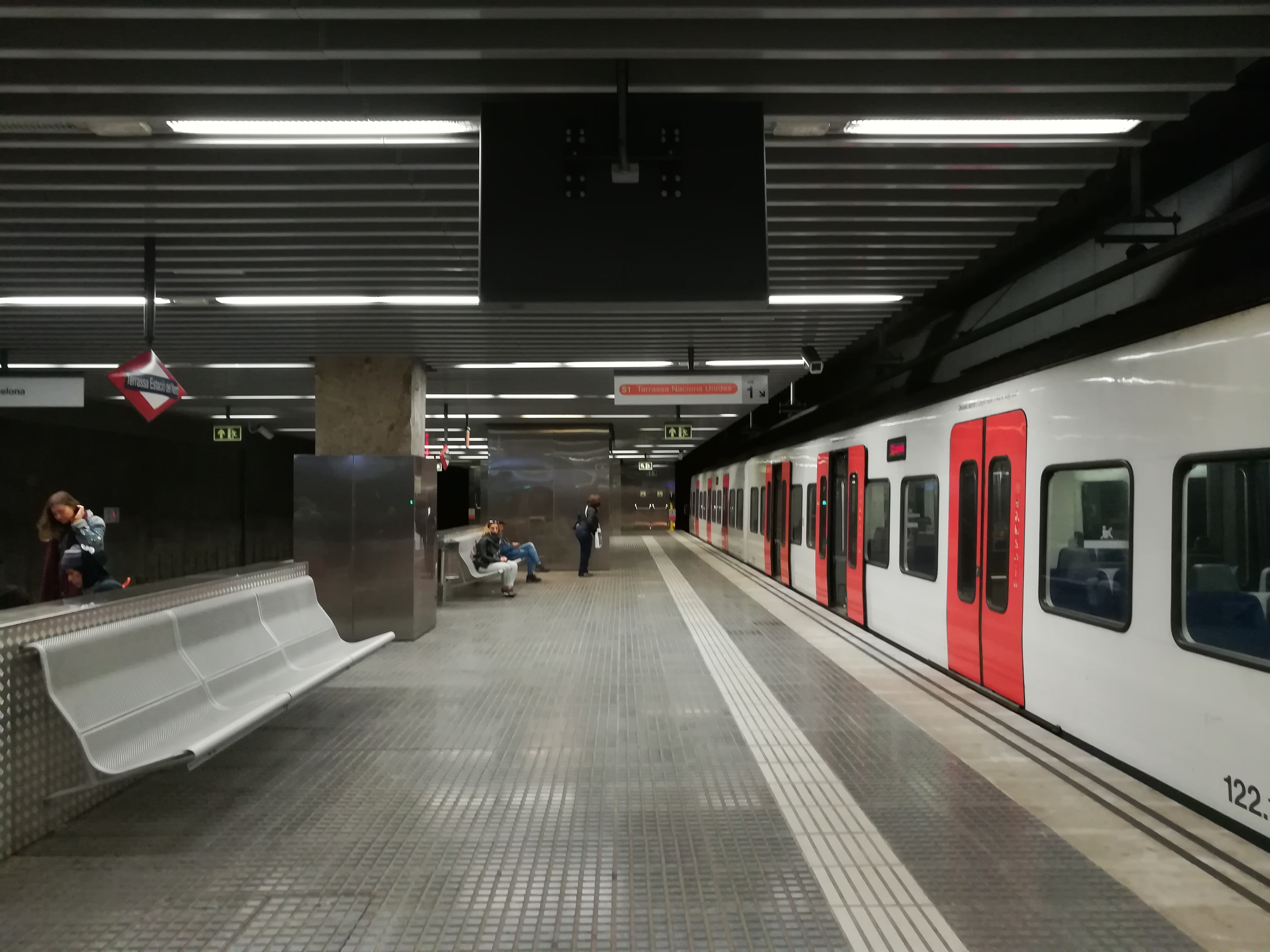
Andana de la nova estació dels Ferrocarrils de la Generalitat de Catalunya

L'antiga estació de la línia de Manresa va entrar en funcionament l'any 1856 quan va entrar en servei el tram construït per la Companyia del Ferrocarril de Saragossa a Barcelona entre Sabadell (1855) i Terrassa.
El 29 de maig de 1994 es va inaugurar la nova estació subterrània i es va començar a eliminar les vies en superfície, donant pas a un nou passeig.
El 29 de juliol del 2015 es va inaugurar la connexió amb l'estació anomenada Terrassa Estació del Nord (Intercanviador FGC-RENFE o RENFE-Parc del Nord al projecte constructiu) de la Línia Barcelona-Vallès d'FGC, dins el tram anomenat Metro de Terrassa, amb el perllongament de la línia S1 des de Terrassa Rambla fins al nord de Terrassa, a Can Roca. Inicialment se'n preveia la inauguració per al juny del 2012, però diversos problemes pressupostaris en van ajornar l'entrada en servei.

## Edifici històric de l'estació
Es tracta d'un edifici singular aïllat, de caràcter públic, format per un cos central de dues plantes i dues ales laterals simètriques respecte a l'anterior, d'una planta. Les cobertes són inclinades a quatre aigües i estan rematades en la seva intersecció per cresteries de ferro. Totes les obertures de l'edifici són en arc de mig punt. La construcció és estucada, imitant carreus, amb zones angulars, sòcol i perfils de finestres de pedra. Cal destacar els treballs de forja en balcons, baranes, columnes, etc., d'indubtable regust modernista. En destaca també la marquesina, en estructura de ferro sobre columnes, situada a la façana posterior.
L'edifici constitueix una fita visual en la confluència dels carrers que arriben radialment a la plaça. Fou un pol d'atracció per a l'expansió de la població a partir de la segona meitat del segle xix, en direcció nord.

## Serveis ferroviaris
| Procedència/Destinació                                  | <                        | Línia         | >                                                                | Procedència/Destinació  |
| ------------------------------------------------------- | ------------------------ | ------------- | ---------------------------------------------------------------- | ----------------------- |
| Rodalia de Barcelona                                    |                          |               |                                                                  |                         |
| Sant Vicenç de Calders Vilafranca del Penedès Martorell | Terrassa Est             |               | Sant Miquel de Gonteres- Viladecavalls Sant Vicenç de Castellet¹ | terminal Manresa        |
| Projectat                                               |                          |               |                                                                  |                         |
| Mataró                                                  | Terrassa Est             | Línia Orbital | Terrassa Can Boada                                               | Vilanova i la Geltrú    |
| Rodalia de Lleida                                       |                          |               |                                                                  |                         |
| Lleida Pirineus                                         | Sant Vicenç de Castellet |               | Terminal                                                         | Terminal                |
| Línia Barcelona-Vallès de FGC                           |                          |               |                                                                  |                         |
| Barcelona - Pl. Catalunya                               | Vallparadís Universitat  |               | Terrassa Nacions Unides                                          | Terrassa Nacions Unides |

1. Alguns trens de rodalia no fan parada entre Terrassa i Sant Vicenç de Castellet, sent la següent o anterior Sant Vicenç de Castellet.